# 汉族音乐
汉族音乐是中国民族音乐的重要组成部分，由于汉族人分布地域广大，各地环境与人文条件有很大的不同，因此音乐特点也有很大的区别，但共同的历史和发展也造就了许多共同点，汉族音乐的共性是以五声调式为主，重旋律和节奏的变化，轻和声的塑造。
南方乐器主要以二胡、琵琶、曲笛、三弦等为主，风格细腻、清雅、委婉，比较著名的有江南丝竹、广东音乐、福建南音等。
北方乐器多用唢呐、打击乐、梆笛、板胡等，风格热烈、诙谐、爽朗，比较著名的有河南板头曲、河北吹歌、山西八大套、琴书、西安鼓乐等。
东北和内蒙古的汉族，由于以移民为主，比较不受封建礼教的影响，民歌可以更为大胆地表露爱情，音乐更为豪放和不受束缚。
西北和西南地区的汉族，和少数民族之间互相影响较大，音乐风格多样。